# Tesouro de Środa
A Środa Treasure (em polonês/polaco:  skarb ze Środy Śląskiej, skarb średzki) é uma das mais importantes descobertas arqueológicas do século XX. Foi localizado em 1985 durante trabalhos de renovação em Środa Śląska, Polônia, e está localizado na maior parte atualmente no Museu Regional de Środa Śląska.

## Galeria

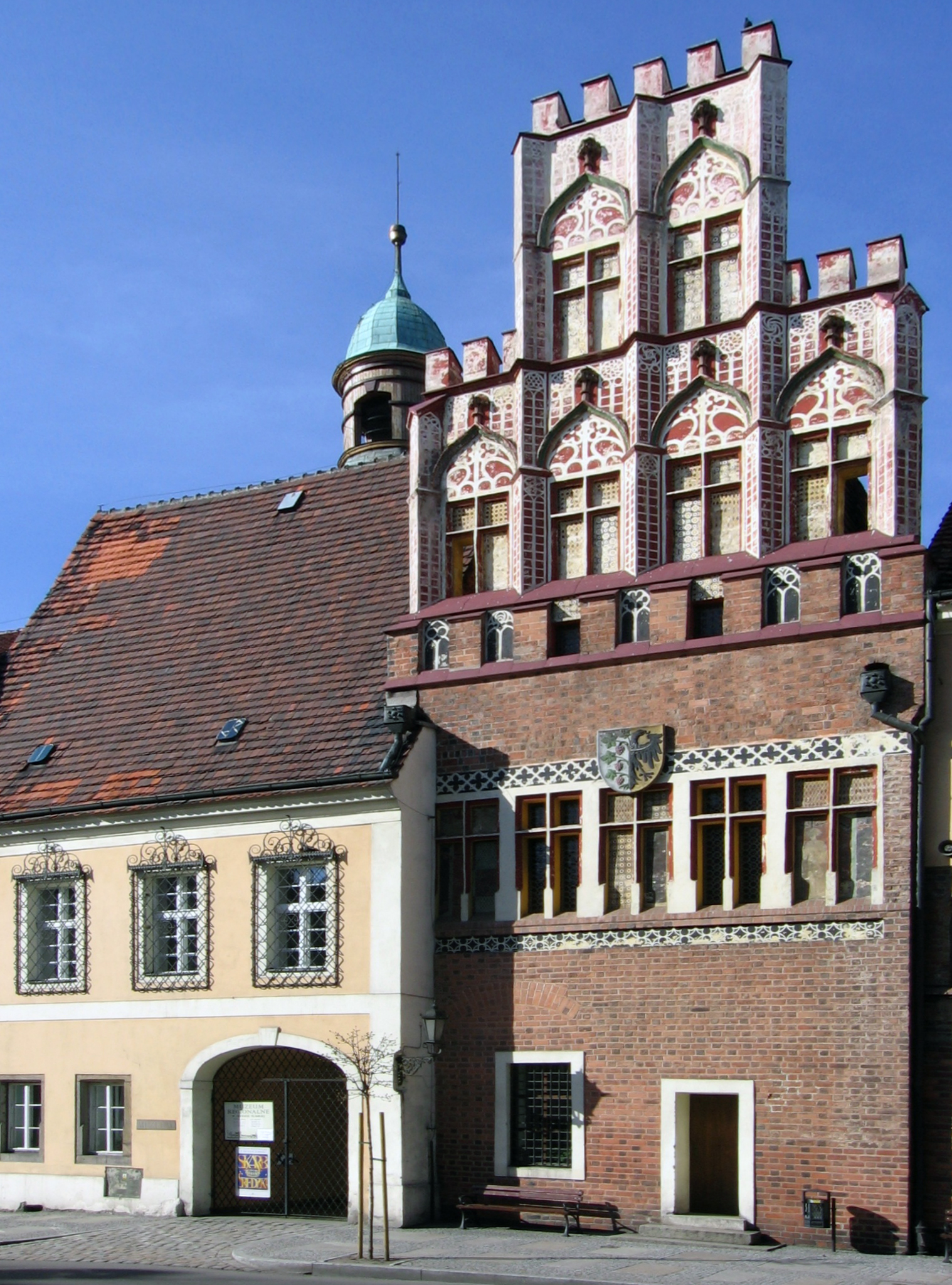
Mueseu Środa Śląska, onde o tesouro está localizado.
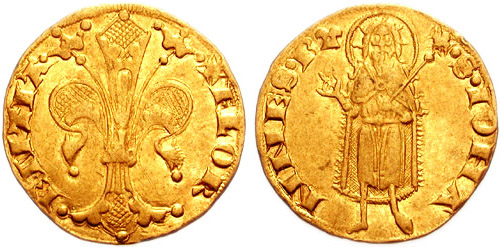

## Literatura
- Zdzisław Skrok, Skarby Polski, Warszawa 2002, ISBN 83-11-09499-3
- Tomasz Bonek, Przeklęty skarb. Opowieść o klejnotach wartych 100 milionów dolarów, które w PRL wyrzucono na śmietnik, Wrocław 2005, ISBN 83-922160-0-8